# Liste des sénateurs de la Guyane
La Guyane est représentée par un sénateur (« conseiller de la République » sous la IVe République) à partir de 1948. Au terme de la réforme du Sénat adoptée en 2003, la Guyane est représentée par deux sénateurs depuis 2008.

## Quatrième République
| Début de mandat | Fin de mandat | Nom              | Notes                                    |
| --------------- | ------------- | ---------------- | ---------------------------------------- |
| 7 novembre 1948 | 18 mai 1952   | Jules Patient    | Non réélu en 1952.                       |
| 18 mai 1952     | 26 avril 1959 | Auguste Boudinot | Réélu le 8 juin 1958, non réélu en 1959. |

## Cinquième République
La Cinquième République est en vigueur depuis 1958. Le département de Guyane est représenté par deux sénateurs depuis 2008.
|  | Début de mandat   | Fin de mandat     | Nom                       | Étiquette                                                                              | Notes                                                           |
|  | ----------------- | ----------------- | ------------------------- | -------------------------------------------------------------------------------------- | --------------------------------------------------------------- |
|  | 26 avril 1959     | 1er octobre 1962  | Georges Guéril            | UNR                                                                                    | Non réélu en 1962.                                              |
|  | 23 septembre 1962 | 1er octobre 1971  | Robert Vignon             | UNR                                                                                    | Non candidat en 1971.                                           |
|  | 26 septembre 1971 | 9 juin 1978       | Léopold Héder             | PS                                                                                     | Décédé en cours de mandat.                                      |
|  | 10 juin 1978      | 1er octobre 1980  | Henri Agarande            | PS                                                                                     | En remplacement de Léopold Héder, décédé. Non candidat en 1980. |
|  | 1er octobre 1980  | 1er octobre 1989  | Raymond Tarcy             | PS                                                                                     | Non réélu en 1989.                                              |
|  | 2 octobre 1989    | 30 septembre 2008 | Georges Othily            | PS, membre du groupe RDSE                                                              | Réélu le 27 septembre 1998, non réélu en 2008.                  |
|  | 1er octobre 2008  | 30 septembre 2014 | Jean-Étienne Antoinette   | PS, membre du groupe SOC                                                               | Non réélu en 2014                                               |
|  | 1er octobre 2014  | 30 septembre 2020 | Antoine Karam             | PSG, apparenté au groupe LREM                                                          | -                                                               |
|  | 1er octobre 2008  | en cours          | Georges Patient           | Guyane rassemblement, membre du groupe SOC de 2008 à 2017, puis LREM/RDPI depuis 2017. | Réélu le 28 septembre 2014 et le 27 septembre 2020              |
|  | 1er octobre 2020  | en cours          | Marie-Laure Phinéra-Horth | NFG, membre du groupe RDPI                                                             | Élue le 27 septembre 2020                                       |